# Victor Lagye

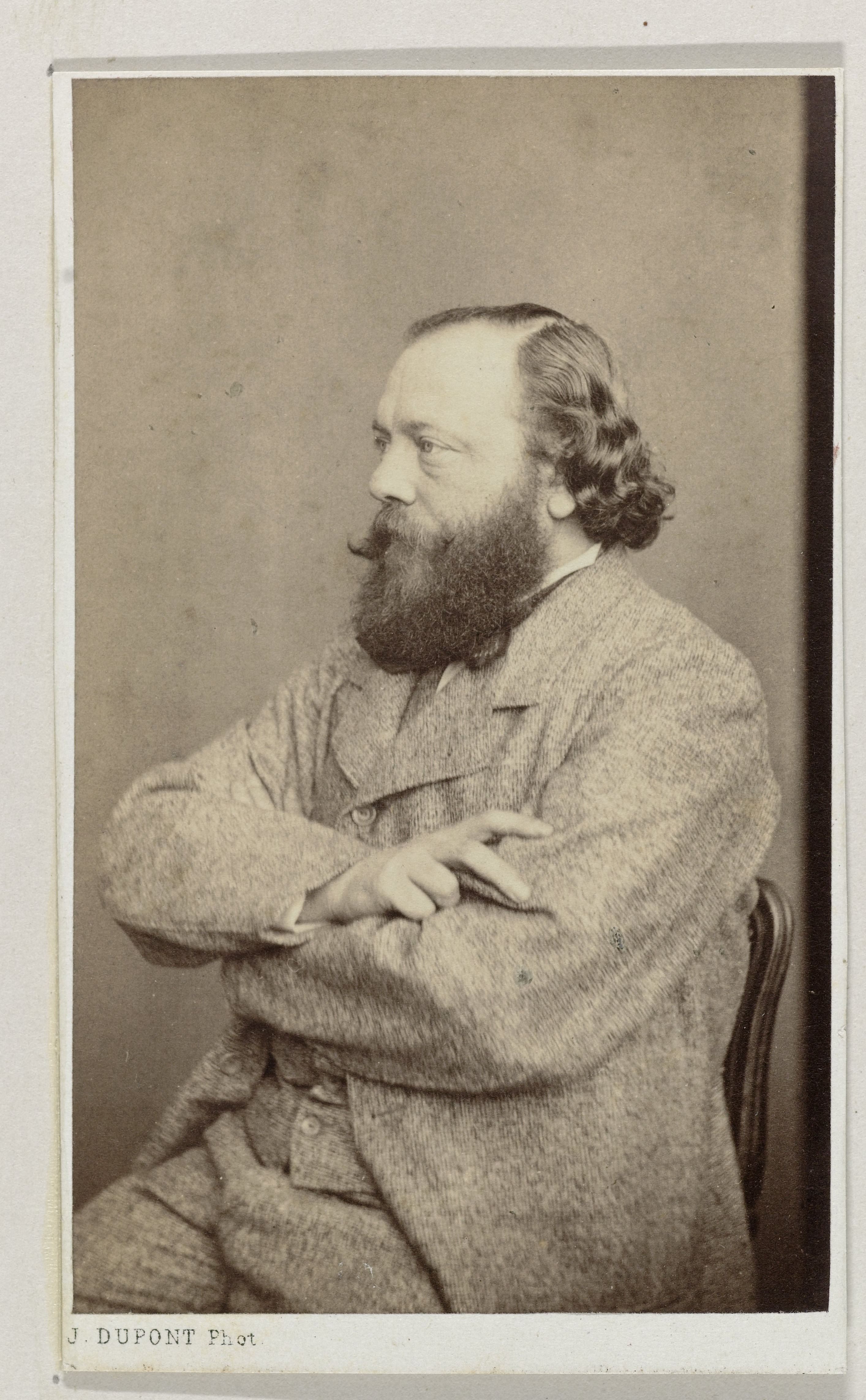
Portret van Victor Lagye (1861)

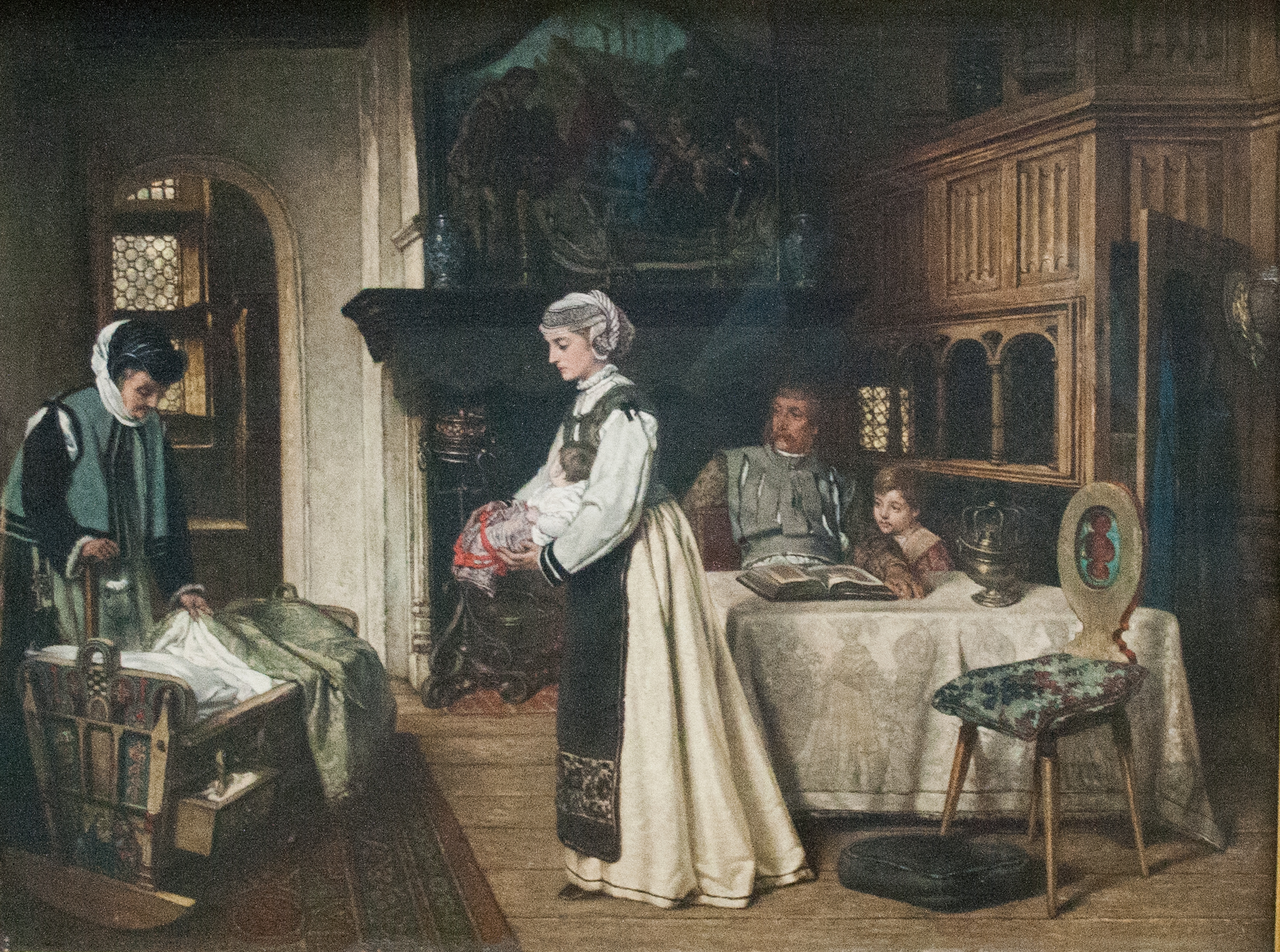
Huiselijk tafereel uit de tijd van de "Katholieke Liga"

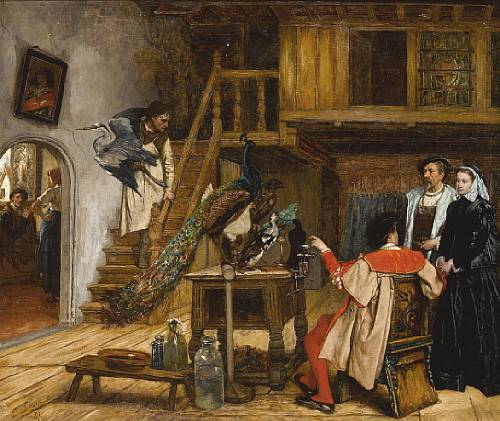
Bezoek aan het atelier van taxidermist

Victor Lagye (Gent, 20 juni 1825 – Antwerpen, 1 september 1896) was een Belgisch kunstschilder en illustrator.

## Levensloop
Hij studeerde aan de Kunstacademie in Gent bij onder andere Théodore Canneel. In 1844-1849 ondernam hij zijn studiereis naar Italië. Daar werd hij in 1848-1849 betrokken in het strijdtoneel van het het pro-Garibaldikamp tijdens het Italiaanse Risorgimento. Ook raakte hij hier bevriend met de Nederlandse schilder Johan Philip Koelman, in wiens mémoires In Rome hij een prominente rol speelt.
In 1850 was hij terug in België en vestigde zich in Antwerpen. Hij raakte er goed bevriend met kunstschilder Hendrik Leys. Voor de Gentse kathedraal schilderde hij in 1861 “aangeklede” versies van de “Adam” en “Eva” uit het Lam Gods van de gebroeders Van Eyck.
In 1891 werd hij leraar aan het Hoger Instituut voor Schone Kunsten in Antwerpen en in 1895 werd hij er directeur.
Hij schilderde historieschilderijen en genretaferelen en was ook illustrator. Hij situeerde zijn thema's liefst in de late middeleeuwen en de vroege renaissance. Er bestaan ook schilderijen ontstaan in samenwerking met de dierenschilder Eugène Verboeckhoven.
Victor Lagye had een zoon Raphaël (Antwerpen, 1862-1952) die ook kunstschilder werd.
Lagye voerde monumentale murale werken uit voor de Universiteit van Gent, het Kasteel van Gaasbeek en voor het Stadhuis van Antwerpen. Voor de trouwzaal in het Antwerpse Stadhuis schilderde hij met vijf schilderijen een evocatie van de geschiedenis van het huwelijk in onze gewesten. Hij assisteerde Jean Portaels bij de muurdecoratie in de kapel van de Broeders van de Christelijke Scholen in Brussel.
Hij restaureerde de muurschilderingen uit het huis van Hendrik Leys, aangekocht voor het stadhuis van Antwerpen in 1893. 
Victor Lagye ligt begraven op het Schoonselhof in Antwerpen.

## Tentoonstellingen
- 1871, Amsterdam, Tentoonstelling van Levende Meesters: Een bruid uit de 15de eeuw
- 1877, Amsterdam, Tentoonstelling van Levende Meesters: Een jonge Boheemse vogelverkoopster, Atelier van een beeldhouwer

## Musea
- Antwerpen, Kon. Museum voor Schone Kunsten: Zigeunervrouw”(1878) en Johanna van der Gheynst aan het bed van haar kind (1861)
- Brussel, Kon. Musea voor Schone Kunsten van België: Dame op bezoek bij tovenares (1872); diverse ontwerpen voor groepen en praalwagens van een Geschiedkundige en Zinnebeeldige Optocht 1880.
- Gent, Museum voor Schone Kunsten: Huiselijk tafereel ten tijde van de Katholieke Liga 1584-1598